# Městské divadlo Zlín
Městské divadlo Zlín (v letech 1946 až 1990 Divadlo pracujících) je jedno ze dvou profesionálních divadel ve Zlínském kraji. Bylo založeno v roce 1946. Do roku 1967 sídlilo v budově adaptovaného Komorního kina (dnes Malá scéna), následně se přestěhovalo do nově postavené budovy v centru města na třídě Tomáše Bati.
Divadlo pořádá ples, koncerty i akce pro děti, prosklené vstupní prostory slouží jako výstavní galerie. V řadě mimorepertoárových aktivit vyniká pořádání festivalu Setkání – Stretnutie, který je přehlídkou původní dramatické a inscenační tvorby zejména českých a slovenských divadel. Městské divadlo Zlín dosáhlo mimořádných úspěchů při účinkování na festivalech v Německu, Slovinsku, Rakousku, Polsku a Slovensku.
Svým návštěvníkům nabízí široce zaměřený repertoár od muzikálů až po komorní hry, a to jak inscenace původní, tak i nové. Každoročně se umísťuje na čelních příčkách v nominacích na nejvyšší ceny. Práce uměleckého souboru byla oceněna třemi individuálními Cenami Thálie, cenou diváků přidruženou k cenám Alfréda Radoka, jakož i cenou diváků pro nejlepší inscenaci přehlídky České divadlo 2009.

## Historie divadla

### Počátky, 40. a 50. léta
Už na konci 30. let 20. století uvažoval Jan Antonín Baťa o zřízení stálého divadla ve Zlíně, snahy však překazila druhá světová válka. Profesionální divadlo tak bylo založeno až dne 14. srpna 1946 pod názvem Divadlo pracujících. Svou činnost zahájilo divadlo slavnostně dne 17. září 1946 v budově adaptovaného Komorního kina (dnes Malá scéna), a to inscenací Jana Drdy s názvem Hrátky s čertem.
Především z finančních důvodů bylo divadlo od svého vzniku v roce 1946 součástí národního podniku Baťa jako jeho kulturní zařízení. V provozu továrny bylo vedeno jako dílna č. 9472 a všichni umělečtí i techničtí pracovníci byli vedeni jako zaměstnanci národního podniku Baťa. Až v roce 1951 se divadlo stalo zařízením Krajského národního výboru v Gottwaldově, v roce 1957 přešlo pod správu Městského národního výboru v Gottwaldově a v roce 1963 pak pod správu Krajského národního výboru v Brně. V roce 1957 byl zaveden nový typ předplatného, tzv. Divadlo mladým.
Prvním ředitelem se stal Jindřich Trousil (1946–1948), brzy následovali další: Zdeněk Míka (1948–1949), Jiří Dalík (1949–1952), Jiří Svoboda (1952–1956) a Alois Lhotský (1956–1970). Už během první divadelní sezony 1946/1947 přišli do Zlína herci jako například Jiří Adamíra, Věra Kubánková, Josef Langmiler, Jaroslav Moučka, Ilja Prachař, Otto Šimánek či Vítězslav Vejražka. K nim pak během 50. let 20. století přibyla řada dalších významných hereckých osobností jako Václav Babka, Božena Böhmová, Valerie Kaplanová, Jan Libíček, Bohuš Pastorek, Marie Rovenská a František Řehák. Pro většinu z nich se stalo zlínské divadlo „startovacím můstkem“ ke kariéře v pražských divadlech. V 50. a zejména v 60. letech dokázala dramaturgie společně s inscenátory vytvořit pestrý repertoár otevírající se světu, který se projevil velkým nárůstem návštěvnosti.

### 60. léta, nová budova
V roce 1959 byla po dlouhých dohadech vyhlášena soutěž na projekt nové divadelní budovy, z níž jako vítěz vyšel návrh architektů Miroslava a Karla Řepových, který pak zpracoval tým pod vedením Františka Rozhona. Výstavba probíhala s několika přestávkami v letech 1960 až 1967. Dne 21. října 1967 se odehrálo poslední představení ve staré budově. Po tomto představení se uskutečnil veselý smuteční průvod, kterým se zaměstnanci divadla rozloučili s prostory dřívějšího Komorního kina (dnes Malá scéna). Nová budova v centru města (na dnešní třídě Tomáše Bati) byla slavnostně otevřena dne 11. listopadu 1967 premiérou hry Jiřího Mahena s názvem Janošík v titulní roli s Miroslavem Moravcem a v režii Karla Pokorného. V nové budově vznikla také menší scéna, nazvaná Divadélko v klubu, která zahájila svou činnost dne 25. listopadu 1967 premiérou inscenace Román služky v režii Václava Beránka.
Herecký soubor dále posílili Věra Nováková, Vladuna Polanská, Dana Klášterecká, Libuše Štědrá, Hynek Kubasta, Zdeněk Hradilák, Steva Maršálek, Gustav Opočenský, Jana Hliňáková, Jarmila Doležalová, Stanislav Tříska nebo Karel Semerád. Od začátku 60. let 20. století se na repertoár divadla dostávají soudobí domácí autoři Vratislav Blažek, Pavel Kohout, Peter Karvaš, Milan Kundera či Josef Topol. V dubnu 1965 byla uvedena premiéra hry Václava Havla s názvem Zahradní slavnost.
Také do chodu divadla zasahuje okupace Československa v srpnu 1968. Dochází k úpravě repertoáru – v září 1968 proběhly premiéry inscenací Bílá nemoc od Karla Čapka a Filosofská historie od Aloise Jiráska, v listopadu 1968 byly uvedeny Čarodějky ze Salemu od Arthura Millera. Do Divadélka v klubu byla připravena inscenace Náš dobrý voják Švejk a pořad Koncert pro pana Masaryka.

### Normalizace, 70. léta
V roce 1970 byl z funkce odvolán dramaturg Otakar Roubínek, zanedlouho po něm byli nuceni odejít i režisér Karel Pokorný, ředitel divadla Alois Lhotský a někteří členové hereckého souboru. Na místo nového ředitele byl vybrán Miloš Slavík (1970–1986). O rok později přichází do angažmá režisér Alois Hajda a budoucí opora hereckého souboru Roman Mecnarowski. V roce 1972 nastupují dramaturgové Miroslav Plešák a Lidmila Kraváková.
Během 70. let přišla do Zlína řada umělců, oporou souboru se stávají mladí herci – Jan Honsa, Zdena Kružíková, Pavel Leicman, Vlasta Mecnarowská, Ondřej Mikulášek, Antonín Navrátil, Jana Tomečková nebo Marcela Večeřová. V březnu 1972 proběhla československá premiéra hry Balada o Hilébii od Erika Kraga v režii hostujícího Zdeňka Kaloče, čímž začala spolupráce divadla s „utajeným dramaturgem“ Ludvíkem Kunderou. Roku 1973 hostovalo divadlo s inscenací hry Muž jako muž od Bertolta Brechta jako jedna z mála evropských scén na festivalu v Berlíně. Brechtovské a shakespearovské inscenace se pak staly základem "Hajdovy éry" v Divadle pracujících Gottwaldov.

### 80. léta, sametová revoluce
Na počátku 80. let vystřídali ve stálém angažmá Aloise Hajdu režiséři Miloš Hynšt a Ivan Balaďa. V této době se mezi herci objevila jména jako například Helena Čermáková, Pavel Majkus, Milena Marcilisová, Rostislav Marek, Miloslav Mejzlík, Luděk Randár, Ivan Řehák, Dušan Sitek, Radoslav Šopík, Lubor Tokoš a Jana Kafková. V roce 1986 byl z postu ředitele divadla odvolán Miloš Slavík, na jeho místo nastupuje Jaromír Roštínský (1986–1990).
V roce 1989 proběhla rekonstrukce Velkého sálu divadla. Jako náhradní prostor byla upravena zkušebna č. 1 a divadelní sál pro 100 diváků, který byl nazván Studio G (Gottwaldov) a později přejmenován na Studio Z (Zlín). Vznikla tak třetí scéna zlínského divadla. Během sametové revoluce v listopadu a prosinci 1989 se dočasně ujal vedení divadla stávkový výbor. Je upraven repertoár, z iniciativy souboru vzniklo představení Půjdem spolu do Betléma v režii Karla Semeráda.

### Městské divadlo Zlín, 90. léta
V roce 1990 je Divadlo pracujících přejmenováno na Městské divadlo Zlín, jehož zřizovatelem se stalo statutární město Zlín. V letech 1990 až 1997 byl ředitelem divadla Ivan Kalina, v roce 1998 jej nahradil Antonín Sobek. Na postu uměleckého šéfa se postupně vystřídali čtyři muži: Stanislav Tříska, Jakub Korčák, Josef Morávek a Petr Veselý. Po roce 1990 posílili herecký soubor Eva Daňková, Milan Hloušek, Zdeněk Julina, Romana Julinová, Tamara Komínková, Radovan Král, Jaroslav Plesl, Gustav Řezníček, Tomáš Stolařík nebo Jeanette Zapletalová.
V roce 1991 se uskutečnil první ročník česko-slovenského divadelního festivalu Setkání – Stretnutie, který se orientuje na původní dramatickou a inscenační tvorbu českých a slovenských divadel. Svým zaměřením se jedná o jedinou akci svého druhu v České republice i na Slovensku a patrně i ve středoevropském kulturním prostoru; od roku 2003 se festival otevřel i pro zahraniční soubory. V roce 1994 byla založena Zlínská soukromá vyšší odborná škola umění, kde se pedagogy dramatického ateliéru stali někteří členové uměleckého souboru divadla.
V roce 1992 realizovalo divadlo velmi úspěšný muzikál Frankenstein. S divadlem začal spolupracovat Jan Antonín Pitínský, a to když v roce 1995 režíroval inscenaci Osm a půl (a půl) v hlavní roli s Bolkem Polívkou (jako host). O rok později nastudoval Pitínský hru Gabriely Preissové s názvem Její pastorkyňa, která se zúčastnila několika přehlídek, získala cenu Zlomená závora na těšínském Mezinárodním divadelním festivalu Na hranici a Helena Čermáková byla za svou roli Kostelničky nominována na Cenu Alfréda Radoka.
V roce 1999 se poprvé konal minifestival Naráz, který byl interní přehlídkou inscenací Městského divadla Zlín, a divácká anketa Aplaus, v níž diváci zlínské scény každoročně hodnotí výkony uměleckého souboru ve třech kategoriích – Nejlepší ženský herecký výkon sezony, Nejlepší mužský herecký výkon sezony a Inscenace sezony.

### První Ceny Thálie, počátek 21. století
V letech 1998 až 2010 byl ředitelem divadla Antonín Sobek; na postu uměleckého šéfa se postupně vystřídali Silvester Lavrík (2000–2003), Miroslav Plešák (2003–2006), Dodo Gombár (2006–2009) a Petr Veselý (2009–2011). Herecký soubor po roce 2000 posílili například Petra Hřebíčková, Petra Králová (roz. Domžalová), Jan Leflík, Pavel Vacek, Kateřina Liďáková, Zdeněk Lambor nebo Josef Koller.
V roce 2000 získalo divadlo první Cenu Thálie, konkrétně se jednalo o Cenu Thálie 1999 pro Helenu Čermákovou za roli Júdit ve stejnojmenné hře. Další Thálie získali bývalý člen hereckého souboru Lubor Tokoš (za celoživotní mistrovství, Cena Thálie 2001) a Petra Hřebíčková (v oboru činohra, Cena Thálie 2008 za roli Maryši ve stejnojmenné hře). Na Thálii byli také nominováni Helena Čermáková (2004 a 2006), Petra Hřebíčková (2005) a Dušan Sitek (2008).
V rámci společného projektu Městského divadla Zlín a Filharmonie Bohuslava Martinů vznikla v roce 2006 v režii J. A. Pitínského a pod taktovkou dirigenta Romana Válka inscenace melodramatu Jaroslava Vrchlického a Zdeňka Fibicha s názvem Smrt Hippodamie. Inscenaci byla udělena Divácká cena přidružená k Cenám Alfréda Radoka. Městské divadlo Zlín získalo rovněž Cenu Českého divadla 2009 v kategorii Divácká anketa za divácky nejúspěšnější inscenaci Maryša v režii Martina Františáka.
V roce 2006 se uskutečnila první Klevetivá středa aneb divadlo v Arše, tedy neformální setkání divadelníků a diváků před každou sobotní premiérou. Od roku 2007 se v divadle konají otevřené zkoušky.

### Éra Petra Michálka, 10. léta 21. století

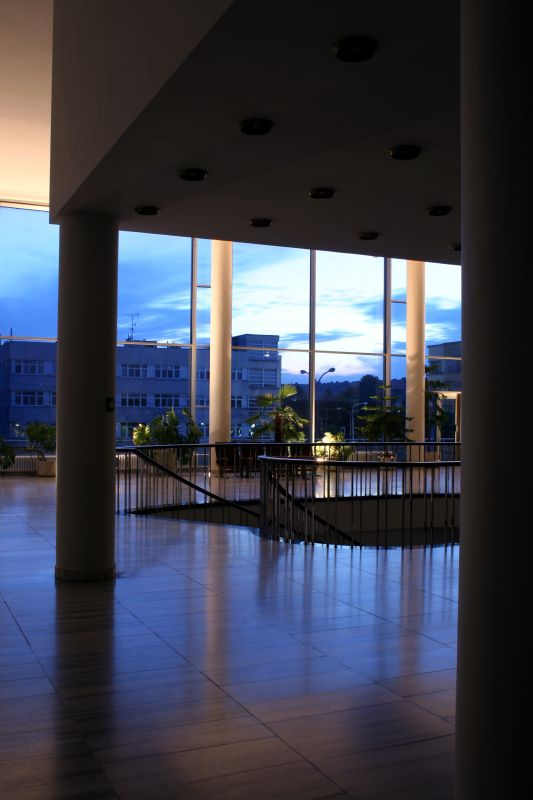
Městské divadlo Zlín

Od července 2010 se stal ředitelem zlínského divadla Petr Michálek, ve funkci nahradil Antonína Sobka. Od září 2017 byl uměleckým šéfem souboru jmenován Patrik Lančarič, který nastoupil po Haně Mikoláškové (2012–2017). Dramaturgy v tomto období byli Vladimír Fekar (od 2003), Jana Kafková (od 1991, s přestávkami) a Katarína Kašpárková Koišová (od 2017); v letech 2010 až 2013 též Miroslav Ondra a v letech 2014 až 2017 ještě Kateřina Menclerová. V únoru 2022 se ředitel Petr Michálek stal rektorem JAMU v Brně a na post ředitele divadla ke konci června 2022 rezignoval.
Herecký soubor posílili Marta Bačíková (od 2010), Marek Příkazký (od 2010), Markéta Holcmanová (od 2012), Marie Vojtěchová (od 2012), Lucie Rybnikářová (od 2018), Štěpán Princ (2020–2024), Roman Blumaier (2011–2014), Hana Tomáš Briešťanská (2011–2014), Tomáš Červinek (2013–2014), Tomáš David (2013–2017), Vojtěch Johaník (2013–2018) a Matěj Štrunc (2017–2020). Naopak divadlo opustili Dušan Sitek (do 2010), Michaela Doleželová (do 2012), Milan Hloušek (do 2013), Ivan Řehák (do 2017), Jana Drgová (do 2019), Stanislav Valla (do 2020), Romana Julinová (do 2022), Zdeněk Julina (do 2022) a Lucie Rybnikářová (do 2022).
Několik dalších herců a hereček bylo po roce 2010 nominováno na Cenu Thálie, ale nikdo ji nezískal. Jednalo se o Kateřinu Liďákovou (2010 a 2017), Radovana Krále (2012), Hanu Tomáš Briešťanskou (2014), Tomáše Davida (2015) a Janu Tomečkovou (2016). V listopadu 2016 měl premiéru nekorektní kabaret Ovčáček čtveráček a v srpnu 2017 pak volné pokračování Ovčáček miláček. Obě představení zaznamenala velký ohlas a jejich derniéry přenášela v přímém přenosu stovka kin po celé republice. Ovčáček miláček dokonce překonal co do návštěvnosti dosavadní rekord Divadla Járy Cimrmana.
V roce 2010 se také minifestival Naráz přesunul do Prahy, kde se začal konat pod názvem Zlínský Náraz/Naráz. Od ledna 2011 se z Divadélka v klubu stal divadelní a hudební klub s baťovským názvem Dílna 9472. Během divadelních prázdnin 2011 byla kompletně zrekonstruována Dílna 9472 a předsálí Studia Z. V roce 2016 se ve spolupráci se Slováckým divadlem v Uherském Hradišti obnovila tradice podzimní přehlídky Naráz, nově však pod názvem Zaráz.

## Městské divadlo Zlín dnes
Od července 2022 se stal ředitelem zlínského divadla Josef Morávek, nicméně v prosinci 2022 jej Rada města Zlína z této funkce odvolala a vedením divadla pověřila ekonomickou šéfku Irenu Pelkovou. Podle primátora města byl Morávek spíše umělec s manažerskými základy, vedení města rovněž vadila jeho nekomunikativnost. Od srpna 2023 se stala novou řádnou ředitelkou divadla Irena Pelková. Uměleckým šéfem zůstal Patrik Lančarič (od září 2017). Dramaturgy jsou Vladimír Fekar (od 2003), Jana Kafková (od 1991, s přestávkami) a Katarína Kašpárková Koišová (od 2017).
Stávající herecký soubor tvoří Marta Bačíková, Helena Čermáková, Eva Daňková, Markéta Holcmanová, Terezie Holubová, Josef Koller, Adam Kořán, Tibor Kotlár, Tamara Kotrbová, Radovan Král, Petra Králová, Zdeněk Lambor, Jan Leflík, Pavel Leicman, Milena Marcilisová, Rostislav Marek, Vojtěch Obdržálek, Marek Příkazký, Luděk Randár, Gustav Řezníček, Radoslav Šopík, Jana Tomečková, Pavel Vacek, Karolína Vlčková a Marie Vojtěchová. Mezi pravidelně hostující herce patří Jan Holcman, Marek Macej, Jiří Peškar, Iveta Podešvová, Ema Drmolová, Jiří Sousedík, Metoděj Návrat, Jaroslava Sýkorová, Robin Černoch, Štěpánka Lochnerová, Tomáš Neuer, Veronika Brajdič, Kryštof Švehlík, Anna Randárová, Milana Gorská, Tereza Hubáčková, Zdeněk Julina, Romana Julinová a Štěpán Princ.
V létě 2023 proběhla zásadní rekonstrukce Velkého sálu, v takovémto rozsahu se naposledy uskutečnila v roce 1987. Součástí bylo zcela nové pojetí celého prostoru v uspořádání i barevnosti: komfortní sedadla (větší a pohodlnější), speciální celoplošná kobercová krytina a obnova osvětlení. Nejnápadnější změnou prošla sedadla, kdy se jejich počet snížil z původních 687 na 556 (původní darovalo divadlo na Ukrajinu do města Ivano-Frankivsk). Vznikly také nové divadelní uličky po obou vnějších stranách amfiteátru, všechny úpravy byly průběžně konzultovány také s architektem Miroslavem Řepou. V srpnu 2023 pak z fasády nad hlavním vchodem spadly dvě z kamenných desek, kterými je budova ze všech stran obložená. Tato událost si vyžádala oplocení kolem celé budovy, směrové cedule a přesunutí hlavního vstupu do boční části. Podle všeho budou navíc delšího trvání a opravy znamenají milionové náklady.

### Scény a návštěvnost
Soubor Městského divadla Zlín v současnosti hraje na třech scénách – hlavní Velký sál (kapacita 556 míst), komorní Studio Z (kapacita 200 míst) a klubová Dílna s barem (kapacita 100 míst).
V roce 2018 navštívilo Městské divadlo Zlín 131 375 diváků, v roce 2019 pak 133 287 diváků.

## Ocenění

### Cena Thálie
- 1999 Helena Čermáková, v oboru činohra, za roli Júdit ve stejnojmenné hře (režie Věra Herajtová; autoři Rostislav Křivánek a Vladimír Franz)
- 2001 Lubor Tokoš, v oboru celoživotní mistrovství
- 2008 Petra Hřebíčková, v oboru činohra, za roli Maryši ve stejnojmenné hře (režie Martin Františák; autoři Alois a Vilém Mrštíkovi)

### Nominace na Cenu Thálie
- 2004 Helena Čermáková, v oboru činohra, za roli Lady Torrancové ve hře Sestup Orfeův (režie Vladimír Kelbl; autor Tennessee Williams)
- 2005 Petra Hřebíčková, v oboru činohra, za roli Zuzanky ve hře Figarova svatba (režie Zdeněk Dušek; dle pana de Beaumarchais)
- 2006 Helena Čermáková, v oboru činohra, za roli Hippodamie ve hře Smrt Hippodamie (režie Jan Antonín Pitínský; autoři Zdeněk Fibich a Jaroslav Vrchlický)
- 2008 Dušan Sitek, v oboru činohra, za roli Lízala ve hře Maryša (režie Martin Františák; autoři Alois a Vilém Mrštíkovi)
- 2010 Kateřina Liďáková (tehdy Králová), v oboru činohra, za roli Jeleny ve hře Strýček Váňa (režie Martin Františák; autor Anton Pavlovič Čechov)
- 2012 Radovan Král, v oboru činohra, za roli Oresta ve hře Oresteia (režie Jan Antonín Pitínský; autor Aischylos)
- 2014 Hana Tomáš Briešťanská, v oboru činohra, za roli Dory Idesové ve hře Žítkovské bohyně (režie Dodo Gombár; autoři Kateřina Tučková a Dodo Gombár)
- 2015 Tomáš David, v oboru muzikál, opereta nebo jiný hudebnědramatický žánr za roli Jánošíka ve hře Malované na skle (režie Hana Mikolášková; autoři Ernest Bryll a Katarzyna Gärtnerová)
- 2016 Jana Tomečková, v oboru činohra, za roli Violet Westonové ve hře Srpen v zemi indiánů (režie Petr Štindl; autor Tracy Letts)
- 2017 Kateřina Liďáková, v oboru činohra, za roli Uny ve hře Blackbird (režie Petr Michálek; autor David Harrower)
- 2020 Zdeněk Julina, v oboru činohra, za roli Jožky Slováka ve hře Osobní poplach (režie Břetislav Rychlík; autor Josef Holcman a Břetislav Rychlík)

### Divácká cena Alfréda Radoka
- 2006 hra Smrt Hippodamie (režie Jan Antonín Pitínský; autoři Zdeněk Fibich a Jaroslav Vrchlický)

### Ceny Českého divadla
- 2009 hra Maryša, v kategorii Divácká anketa (režie Martin Františák; autoři Alois a Vilém Mrštíkovi)

zdroj

## Repertoár
Divadlo v sezoně 2025/2026 uvádí:

### Velký sál
- Apartmá v hotelu Plaza / Neil Simon / premiéra 21. září 2024
- Sedmero krkavců / Božena Němcová, Eliška Houserová / premiéra 29. září 2024
- Racek / Anton Pavlovič Čechov / premiéra 26. října 2024
- Garderobiér / Ronald Harwood / premiéra 16. listopadu 2024
- Pretty Woman / Jonathan Frederick Lawton, Garry Marshall, Bryan Adams, Jim Vallance / premiéra 25. ledna 2025
- Kafka na pobřeží / Haruki Murakami, Frank Galati / premiéra 1. března 2025
- Babička / Božena Němcová, Peter Pavlac / premiéra 26. dubna 2025
- Nora / Henrik Ibsen / plánovaná premiéra 20. září 2025

### Studio Z
- Splašené nůžky / Paul Pörtner / premiéra 4. prosince 2010
- Dnes večer nevařím / Norm Foster / premiéra 15. září 2021
- Extrabuřt / Dietmar Jacobs, Moritz Netenjakob / premiéra 15. prosince 2022
- Dub / Tim Crouch / premiéra 7. prosince 2023
- Zvuk slunečních hodin / Hana Androniková, Katarína Koišová / premiéra 4. prosince 2024

### Dílna
- Dobrý proti severáku / Daniel Glattauer, Ulrike Zemme / premiéra 3. února 2018
- Poslední ze žhavých milenců / Neil Simon / premiéra 26. června 2021
- Ženy pod tónem / Matěj Randár / premiéra 16. dubna 2024

### Šatna orchestru
- Dávno, dávno již tomu (Zpráva o pohřbívání v Čechách) / František Pavlíček / premiéra 24. dubna 2025